# (39291) 2001 DG
2001 دي جي (ويعرف أيضًا باسم (39291) 2001 دي جي وفق تسمية الكوكب الصغير) (بالإنجليزية: 2001 DG)‏ هو كويكب ضمن حزام الكويكبات؛ وترتيبه 39291 من حيث الاكتشاف.
اكتُشف هذا الجُرم الفلكي بواسطة William Kwong Yu Yeung ‏ في 16 فبراير 2001.

## وصلات خارجية
- (39291) 2001 DG في قاعدة بيانات مختبر الدفع النفاث لأجرام النظام الشمسي الصغيرة

- الاكتشاف · مخطط المدار ·  العناصر المدارية · المعلمات المادية

- (39291) 2001 DG على موقع ويكي سكاي: DSS2, SDSS, GALEX, IRAS, Hydrogen α, X-Ray, Astrophoto, Sky Map, Articles and images